# Morti nel 2018/Aprile
| Questa pagina contiene informazioni ricavate automaticamente dalle voci biografiche con l'ausilio del template Bio e di un bot. L'aggiornamento è periodico e automatico e ricostruisce completamente la pagina. Se manca una persona in questa lista, sei pregato di non aggiungerla, ma accertati piuttosto che la sua voce biografica contenga il template Bio e che i dati anagrafici siano correttamente compilati. Se il template Bio manca, inseriscilo tu stesso o, in alternativa, metti l'avviso {{tmp\|Bio}} che ne segnala la mancanza. Se i dati riportati sono sbagliati, correggi direttamente la voce biografica; le modifiche saranno visibili in questa lista entro pochi giorni. Per chiarimenti vedi il progetto biografie. La lista contiene solo le 166 persone che sono citate nell'enciclopedia e per le quali è stato implementato correttamente il template Bio. Pagina aggiornata al 18 lug 2025. |

- 1º aprile - Françoise Adret, ballerina, coreografa e insegnante francese (n. 1920)
- 1º aprile - Bob Beattie, allenatore di sci alpino e commentatore televisivo statunitense (n. 1933)
- 1º aprile - Steven Bochco, autore televisivo e sceneggiatore statunitense (n. 1943)
- 1º aprile - Michiko Hirayama, soprano giapponese (n. 1923)
- 1º aprile - Evert Kroon, pallanuotista olandese (n. 1946)
- 1º aprile - Efraín Ríos Montt, generale e politico guatemalteco (n. 1926)
- 1º aprile - Paul Sinibaldi, calciatore francese (n. 1921)
- 1º aprile - Michel Sénéchal, tenore francese (n. 1927)
- 2 aprile - Susan Anspach, attrice statunitense (n. 1942)
- 2 aprile - Alton Ford, cestista statunitense (n. 1981)
- 2 aprile - Winnie Madikizela-Mandela, politica sudafricana (n. 1936)
- 2 aprile - Henry A. Millon, storico dell'arte statunitense (n. 1927)
- 2 aprile - Elie Onana, calciatore camerunese (n. 1951)
- 2 aprile - Bill Rademacher, giocatore di football americano statunitense (n. 1942)
- 2 aprile - Fufi Santori, cestista e allenatore di pallacanestro portoricano (n. 1932)
- 2 aprile - Giorgio Sbrocco, giornalista, rugbista a 15 e allenatore di rugby a 15 italiano (n. 1953)
- 3 aprile - Lino Armellin, politico italiano (n. 1935)
- 3 aprile - David Edgerton, imprenditore statunitense (n. 1927)
- 3 aprile - Lill-Babs, cantante svedese (n. 1938)
- 3 aprile - Vitilio Masiello, italianista, critico letterario e politico italiano (n. 1934)
- 3 aprile - Eolo Parodi, politico italiano (n. 1926)
- 3 aprile - Arrigo Petacco, giornalista, storico e sceneggiatore italiano (n. 1929)
- 3 aprile - Renzo Sassi, calciatore e allenatore di calcio italiano (n. 1929)
- 4 aprile - Don Cherry, cantante e golfista statunitense (n. 1924)
- 4 aprile - Ignazio Pietro VIII Abdel-Ahad, patriarca cattolico siriano (n. 1930)
- 4 aprile - Soon-tek Oh, attore sudcoreano (n. 1932)
- 4 aprile - Irma Rapuzzi, politica francese (n. 1910)
- 4 aprile - Johnny Valiant, wrestler statunitense (n. 1946)
- 4 aprile - Ray Wilkins, calciatore e allenatore di calcio britannico (n. 1956)
- 5 aprile - Grady Alderman, giocatore di football americano statunitense (n. 1938)
- 5 aprile - Maurice Bellet, presbitero, filosofo e teologo francese (n. 1923)
- 5 aprile - Eric Bristow, giocatore di freccette inglese (n. 1957)
- 5 aprile - Giorgio Bubba, giornalista e telecronista sportivo italiano (n. 1936)
- 5 aprile - Branislav Pokrajac, pallamanista e allenatore di pallamano serbo (n. 1947)
- 5 aprile - Isao Takahata, regista, sceneggiatore e produttore cinematografico giapponese (n. 1935)
- 5 aprile - Cecil Taylor, pianista statunitense (n. 1929)
- 5 aprile - Raymonde Vergauwen, nuotatrice belga (n. 1928)
- 6 aprile - Daniel Akaka, politico statunitense (n. 1924)
- 6 aprile - Daniel Chavarría, scrittore e rivoluzionario uruguaiano (n. 1933)
- 6 aprile - Aby Gartmann, bobbista svizzero (n. 1930)
- 6 aprile - Jacques Higelin, cantautore, musicista e attore francese (n. 1940)
- 6 aprile - Aleksandr Kurlovič, sollevatore bielorusso (n. 1961)
- 6 aprile - Senteni Masango, regina swazilandese (n. 1981)
- 6 aprile - Donald McKayle, ballerino, coreografo e insegnante statunitense (n. 1930)
- 6 aprile - Carlo Vomiero, calciatore italiano (n. 1938)
- 7 aprile - Brigitte Ahrenholz, canottiera tedesca (n. 1952)
- 7 aprile - Herbert Grohs, calciatore austriaco (n. 1931)
- 7 aprile - Peter Grünberg, fisico tedesco (n. 1939)
- 8 aprile - Leila Abashidze, attrice, regista e scrittrice georgiana (n. 1929)
- 8 aprile - Antonio Del Guercio, storico dell'arte e critico d'arte italiano (n. 1923)
- 8 aprile - Michael Goolaerts, ciclista su strada belga (n. 1994)
- 8 aprile - Juraj Herz, regista slovacco (n. 1934)
- 8 aprile - Laura Laurencich Minelli, archeologa, scrittrice e antropologa italiana (n. 1932)
- 8 aprile - André Lerond, calciatore francese (n. 1930)
- 8 aprile - Chuck McCann, attore e doppiatore statunitense (n. 1934)
- 8 aprile - Bill Meyer, cestista statunitense (n. 1943)
- 8 aprile - John Miles, pilota automobilistico britannico (n. 1943)
- 8 aprile - Gunnar Persson, fumettista e disegnatore svedese (n. 1933)
- 9 aprile - Fredy Brupbacher, sciatore alpino svizzero (n. 1934)
- 9 aprile - Giovanni Liotti, psichiatra e psicologo italiano (n. 1945)
- 9 aprile - Dewey Martin, attore statunitense (n. 1923)
- 9 aprile - Munkbat Jigjid, lottatore mongolo (n. 1941)
- 10 aprile - Saverio Bellomo, filologo e italianista italiano (n. 1952)
- 10 aprile - Ettore Cenci, musicista italiano (n. 1925)
- 10 aprile - Samir Gharbo, nuotatore e pallanuotista egiziano (n. 1925)
- 10 aprile - Fergie McCormick, rugbista a 15 neozelandese (n. 1939)
- 10 aprile - Sauro Tomà, calciatore italiano (n. 1925)
- 11 aprile - Bruce M. Fischer, attore statunitense (n. 1936)
- 11 aprile - Javier González, calciatore peruviano (n. 1939)
- 11 aprile - Robert Matthews, atleta paralimpico britannico (n. 1961)
- 12 aprile - Giuliano Cenci, regista italiano (n. 1931)
- 12 aprile - Gianfranco Cremonese, politico italiano (n. 1940)
- 12 aprile - Stuart Devlin, artista australiano (n. 1931)
- 12 aprile - Sergio Pitol, scrittore, traduttore e diplomatico messicano (n. 1933)
- 13 aprile - Cesarino Cervellati, calciatore e allenatore di calcio italiano (n. 1930)
- 13 aprile - Miloš Forman, regista, sceneggiatore e attore cecoslovacco (n. 1932)
- 13 aprile - Giovanni Girone, statistico italiano (n. 1940)
- 13 aprile - Max Liniger-Goumaz, economista, sociologo e geografo svizzero (n. 1930)
- 13 aprile - Thomas Petruo, attore, doppiatore e conduttore radiofonico tedesco (n. 1956)
- 14 aprile - Isabella Biagini, attrice cinematografica, showgirl e imitatrice italiana (n. 1940)
- 14 aprile - Daedra Charles, cestista e allenatrice di pallacanestro statunitense (n. 1968)
- 14 aprile - Muriel Drazien, psicoanalista francese (n. 1938)
- 14 aprile - Jean-Claude Malgoire, oboista, direttore d'orchestra e musicologo francese (n. 1940)
- 14 aprile - Enrico Spinosi, calciatore e allenatore di calcio italiano (n. 1937)
- 15 aprile - R. Lee Ermey, militare e attore statunitense (n. 1944)
- 15 aprile - Michael Halliday, linguista inglese (n. 1925)
- 15 aprile - Jenny Joseph, poetessa, scrittrice e giornalista britannica (n. 1932)
- 15 aprile - Domenico Pittella, politico e medico italiano (n. 1932)
- 15 aprile - Neena Schwartz, fisiologa, sessuologa e attivista statunitense (n. 1926)
- 15 aprile - Stefano Zappalà, politico italiano (n. 1941)
- 16 aprile - Harry Anderson, attore e cabarettista statunitense (n. 1952)
- 16 aprile - Franca Baratti, pittrice italiana (n. 1925)
- 16 aprile - Choi Eun-hee, attrice sudcoreana (n. 1926)
- 16 aprile - Giuseppe Gentili, scultore italiano (n. 1942)
- 16 aprile - Pamela Gidley, attrice statunitense (n. 1965)
- 16 aprile - Hal Greer, cestista e allenatore di pallacanestro statunitense (n. 1936)
- 16 aprile - Dona Ivone Lara, cantante e compositrice brasiliana (n. 1921)
- 17 aprile - Bob Braden, informatico statunitense (n. 1934)
- 17 aprile - Barbara Bush, first lady statunitense (n. 1925)
- 17 aprile - Joan Chase, scrittrice statunitense (n. 1936)
- 17 aprile - Vittorino Chiusano, politico italiano (n. 1925)
- 17 aprile - Marcia Hafif, pittrice statunitense (n. 1929)
- 17 aprile - Otello Montanari, partigiano e politico italiano (n. 1926)
- 17 aprile - Ubaldo Pugnaloni, ciclista su strada italiano (n. 1924)
- 18 aprile - Jean Flori, medievista francese (n. 1936)
- 18 aprile - Paul Jones, wrestler statunitense (n. 1942)
- 18 aprile - Pino Rinaldi, fumettista italiano (n. 1957)
- 18 aprile - Howard Sachar, storico statunitense (n. 1928)
- 18 aprile - Bruno Sammartino, wrestler italiano (n. 1935)
- 18 aprile - Henk Schouten, calciatore olandese (n. 1932)
- 18 aprile - Carlo Wilm, cestista francese (n. 1950)
- 19 aprile - Marco Garofalo, ballerino e coreografo italiano (n. 1956)
- 19 aprile - Vladimir Afanas'evič Ljachov, cosmonauta sovietico (n. 1941)
- 20 aprile - Roy Bentley, calciatore e allenatore di calcio inglese (n. 1924)
- 20 aprile - Avicii, produttore discografico, disc jockey e compositore svedese (n. 1989)
- 20 aprile - Enzo Jannace, cantante italiano (n. 1935)
- 20 aprile - Nichole Van Croft, modella e attrice statunitense (n. 1973)
- 21 aprile - Antonio Mario Innamorato, politico italiano (n. 1937)
- 21 aprile - Maurizio Palomba, psicologo italiano (n. 1960)
- 21 aprile - Nelson Pereira dos Santos, regista, sceneggiatore e produttore cinematografico brasiliano (n. 1928)
- 21 aprile - Nabi Tajima, supercentenaria giapponese (n. 1900)
- 21 aprile - Huguette Tourangeau, mezzosoprano canadese (n. 1938)
- 21 aprile - Verne Troyer, attore statunitense (n. 1969)
- 22 aprile - Guerrino Boatto, pittore e illustratore italiano (n. 1946)
- 22 aprile - Nina Brown, tennista britannica (n. 1915)
- 22 aprile - Nino Khurtsidze, scacchista georgiana (n. 1975)
- 23 aprile - Mario Galbusera, imprenditore italiano (n. 1924)
- 23 aprile - Giovanni Galloni, giurista e politico italiano (n. 1927)
- 23 aprile - Donald O'Brien, attore irlandese (n. 1930)
- 23 aprile - Armando Petrucci, paleografo, medievista e diplomatista italiano (n. 1932)
- 23 aprile - Arthur B. Rubinstein, compositore e direttore d'orchestra statunitense (n. 1938)
- 23 aprile - Vladimír Weiss, calciatore e allenatore di calcio cecoslovacco (n. 1939)
- 24 aprile - Hariton Pushwagner, pittore e grafico norvegese (n. 1940)
- 24 aprile - Henri Michel, calciatore e allenatore di calcio francese (n. 1947)
- 24 aprile - Annunziata Scipione, pittrice e scultrice italiana (n. 1928)
- 24 aprile - Tommaso Sorgi, politico e sociologo italiano (n. 1921)
- 25 aprile - Shuhrat Abbosov, attore e regista uzbeko (n. 1931)
- 25 aprile - Laura Aguilar, fotografa statunitense (n. 1959)
- 25 aprile - Alberto Marson, cestista brasiliano (n. 1925)
- 25 aprile - Michael Anderson, regista britannico (n. 1920)
- 25 aprile - ʿAbbās ʿAṭṭār, fotografo iraniano (n. 1944)
- 25 aprile - Bjørn Hansen, allenatore di calcio e calciatore norvegese (n. 1939)
- 26 aprile - Yoshinobu Ishii, calciatore giapponese (n. 1939)
- 26 aprile - Pietro Marzotto, imprenditore italiano (n. 1937)
- 26 aprile - Gianfranco Parolini, regista e sceneggiatore italiano (n. 1925)
- 26 aprile - Pierre Plateau, arcivescovo cattolico francese (n. 1924)
- 26 aprile - Pietro Schiano, politico italiano (n. 1926)
- 27 aprile - Álvaro Arzú, politico guatemalteco (n. 1946)
- 27 aprile - Livio Besso Cordero, politico italiano (n. 1948)
- 27 aprile - Andrea Esposito, calciatore italiano (n. 1950)
- 27 aprile - George Mulhall, allenatore di calcio e calciatore scozzese (n. 1936)
- 28 aprile - James Cone, teologo statunitense (n. 1936)
- 28 aprile - Alessandro Goti, cestista italiano (n. 1961)
- 28 aprile - Bruce Tulloh, mezzofondista britannico (n. 1935)
- 28 aprile - Carlos del Pozo, cestista cubano (n. 1943)
- 29 aprile - Luis García Meza Tejada, generale e politico boliviano (n. 1929)
- 29 aprile - Simone La Terra, alpinista italiano (n. 1981)
- 29 aprile - Rose Laurens, cantautrice francese (n. 1951)
- 29 aprile - Robert Mandan, attore statunitense (n. 1932)
- 29 aprile - Lester James Peries, regista cingalese (n. 1919)
- 29 aprile - Liliana Ursino, annunciatrice televisiva italiana (n. 1947)
- 30 aprile - Hector Albino Martini, militare argentino (n. 1931)
- 30 aprile - Filippo Gentiloni, giornalista e saggista italiano (n. 1924)
- 30 aprile - Janice Murphy, nuotatrice australiana (n. 1942)
- 30 aprile - Vittorio Strada, slavista e critico letterario italiano (n. 1929)
- 30 aprile - Jomarie Ward, attrice statunitense (n. 1935)